# Andreas Schwantge
Andreas Schwantge (* 1953 in Halle (Saale)) ist ein deutscher Evangelist und Autor christlicher Literatur vor allem für Kinder und Jugendliche.

## Leben und Karriere
Schwantge wuchs in Nürnberg auf. Er besuchte die Realschule und wurde beim deutschen Zweig des Missionswerk Open Air Campaigners (OAC) als Evangelist ausgebildet, bei dem er 15 Jahre lang blieb. Seit 1991 arbeitet er als Reisesekretär beim Bibellesebund.
Im Alter von etwa 30 Jahren schrieb Andreas Schwantge sein erstes Buch, Unter Sklavenhändlern, das 1982 vom Hänssler Verlag veröffentlicht wurde. Inzwischen sind 19 Bücher erschienen, die zum Teil als Hörspiel, als Comic oder als Film umgesetzt wurden.

## Werke
| Jahr | Titel                                             | Verlag            | Anmerkungen                                                              |
| ---- | ------------------------------------------------- | ----------------- | ------------------------------------------------------------------------ |
| 1981 | Susannes Vermächtnis                              | Gerth Medien      | Spätere Auflagen erschienen im Hänssler Verlag.                          |
| 1982 | Unter Sklavenhändlern                             | Hänssler Verlag   | Andreas Schwantges erstes Buch, geschrieben im Alter von etwa 30 Jahren. |
| 1982 | Der unheimliche Erpresser                         | Hänssler Verlag   |                                                                          |
| 1982 | Der Feuerteufel                                   | Hänssler Verlag   | Spätere Auflagen unter dem Titel In Todesgefahr                          |
| 1982 | Das Geheimnis der Falkenburg                      | Hänssler Verlag   |                                                                          |
| 1983 | Erbarmungslose Jagd an gefährlichen Ufern         | Hänssler Verlag   | Spätere Auflagen unter gekürztem Titel Erbarmungslose Jagd               |
| 1989 | Berni in der Folterkammer. Und andere Geschichten | Hänssler Verlag   | Kurzgeschichten; mehrere davon später als Comic erschienen.              |
| 1998 | Die Angst geht um                                 | Hänssler Verlag   |                                                                          |
| 1999 | Schreie im Palast. Und andere Geschichten         | Hänssler Verlag   | Kurzgeschichten                                                          |
| 2001 | Auf dem Todesfelsen                               | Hänssler Verlag   |                                                                          |
| 2005 | Du sollst leben                                   | Concepcion Seidel |                                                                          |
| 2007 | Die fiese Motte                                   | Concepcion Seidel | Kurzgeschichten                                                          |

### Uli auf heißer Spur
| Band | Titel                                   | Jahr | Anmerkungen |
| ---- | --------------------------------------- | ---- | --- |
| 1    | Uli in Lebensgefahr                     | 1984 | |
| 2    | Uli kann’s nicht lassen                 | 1984 | |
| 3    | Uli und der „Rote Hahn“                 | 1986 | Spätere Auflagen erschienen als Uli jagt den Brandstifter                                                                                                |
| 4/5  | Die Todesbrücke / Ein Zeuge weiß zuviel | 1987 | Erstauflage der Bände 4 und 5 erschienen im Sammelband; spätere Auflagen einzeln als Uli – In letzter Sekunde und Uli – Ein Zeuge weiß zuviel erschienen |
| 6    | Ulis schwerster Fall                    | 1991 | |
| 7    | Uli – Der ungelöste Fall                | 2008 | |
| 8    | Uli – In die Enge getrieben             | 2009 | Mit Tochter Manuela Wieland gemeinsam geschrieben |
| 9    | Uli – Unter Verdacht                    | 2010 | |

## Adaption in Hörspiel und Film
Folgende Werke sind unter der Regie des Autors persönlich auch als Hörspiel erschienen:
| Jahr | Titel                        | Verlag | Anmerkungen                               |
| ---- | ---------------------------- | ------ | ----------------------------------------- |
| 1989 | Unter Sklavenhändlern        | Jona   |                                           |
| 1989 | Der unheimliche Erpresser    | Jona   |                                           |
| 1989 | In Todesgefahr               | Jona   | Originaltitel des Buches: Der Feuerteufel |
| 1989 | Das Geheimnis der Falkenburg | Jona   |                                           |
| 1989 | Uli in Lebensgefahr          | Jona   | Uli auf heißer Spur. Folge 1              |
| 1989 | Uli kann's nicht lassen      | Jona   | Uli auf heißer Spur. Folge 2              |
| 1990 | Uli und der „Rote Hahn“      | Jona   | Uli auf heißer Spur. Folge 3              |
| 1990 | Uli und die Todesbrücke      | Jona   | Uli auf heißer Spur. Folge 4              |

Ferner ist Das Geheimnis der Falkenburg von Tobias Lawrenz verfilmt worden.